# Point subsolaire
Le point subsolaire ou sous-solaire est, sur une planète ou une lune, la zone où le Soleil est observé au zénith.
À un instant donné, le point subsolaire est le point de la planète le plus proche du Soleil. En cet endroit, les rayons solaires atteignent la planète perpendiculairement à sa surface.
Pour les planètes possédant une orientation et une rotation similaire à celle de la Terre, le point subsolaire se déplace vers l'ouest, faisant le tour du globe une fois par jour ; il se déplace également entre les tropiques au cours d'une année. Les solstices se produisent lorsque le point subsolaire est situé sur l'un des tropiques, les équinoxes lorsque le point subsolaire est situé sur l'équateur.

## Sur la sphère céleste
Le point subsolaire est l'un des quatre points solaires sur la sphère céleste. Il est situé sur le cercle solaire vertical, à une hauteur opposée à celle du Soleil.